# Селджукски кампании в Егейско море
Селджукски кампании по Егейските острови са продължение на тюркската офанзива на запад в териториите на Византийската империя.
След смъртта на Малик шах властта в набралия мощ Иконийски султанат се преразпределя и държавата се рапада на отделни емирства, познати на историята като малоазийски бейлици. Въпреки междуособиците тюрките са обединени от религиозните и експанзионистични намерения спрямо Византия и продължилият близо 3 века военен конфликт между Източната римска империя и селджукските турски държави продължава да ескалира.
Периодът 1081–1095 г. остава в историята с опита на селджуките да овладеят бази на Егейските острови. Основна роля играе смирненският емир Чака Бей, който нанася първото в историята на тази война морско поражение на Империята и овладява няколко от егейските острови. В крайна сметка контраатаката на Византия с нейните сериозни мореходни традиции успява да възстанови контрола над тези острови, особено след Първия кръстоносен поход.